# 1988 في روسيا
فيما يلي قوائم الأحداث التي وقعت خلال عام 1988 في روسيا.

## ظهور
- 1 يناير – بلستياشه

## مواليد

### يناير
- 15 يناير – أرتيم زابيلين لاعب كرة سلة روسي.
- 19 يناير – أليكسي فوروبيوف
- 25 يناير – تاتيانا جولوفان لاعبة كرة مضرب فرنسية.

### فبراير
- 14 فبراير – يفجيني كوروليف
- 18 فبراير – أليكساندر سيدورنيكو لاعب كرة مضرب فرنسي.

### مارس
- 19 مارس – ماكسيم ميخايلوف
- 22 مارس – إينال أفليتولين لاعب كرة يد روسي.

### أبريل
- 20 أبريل – مارك بلوفشتاين

### يونيو
- 6 يونيو – ماريا أليوخينا
- 7 يونيو – إيكاترينا ماكاروفا لاعبة كرة مضرب روسية.

### يوليو
- 1 يوليو – يوليا فيدوسوفا لاعبة كرة مضرب فرنسية.
- 6 يوليو – دانيل شيشكاريوف لاعب كرة يد روسي.
- 11 يوليو – ناتاليا جيديك لاعبة كرة سلة روسية.
- 16 يوليو – إيفان نوسكوف عداء مشي روسي.

### أغسطس
- 8 أغسطس – إيغور سمولنيكوف لاعب كرة قدم روسي.
- 22 أغسطس – أرتيم دزيوبا لاعب كرة قدم روسي.

### سبتمبر
- 13 سبتمبر – ألكسندرا فيدوريفا
- 17 سبتمبر – بافيل ماماييف لاعب كرة قدم روسي.
- 20 سبتمبر – حبيب نورمحمدوف فنان قتال مختلط روسي.

### أكتوبر
- 8 أكتوبر – أندريه ايفانوف لاعب كرة قدم روسي.

### نوفمبر
- 10 نوفمبر – ناتاليا بيريفيرزيفا

### ديسمبر
- 8 ديسمبر – فيكتوريا كالينينا لاعبة كرة يد روسية.
- 16 ديسمبر – أليكسي شفد لاعب كرة سلة روسي.

## وفيات

### يناير
- 14 يناير – جورجي مالينكوف (مواليد 1902)

### مارس
- 15 مارس – إيفان دوباسوف (مواليد 1897) فنان روسي.

### مايو
- 3 مايو – ليف بونترياغين (مواليد 1908)
- 16 مايو – أناتولي ماسليونكن (مواليد 1930) لاعب كرة قدم روسي.